# Pilea conjugalis
Pilea conjugalis är en nässelväxtart som beskrevs av A.K. Monro. Pilea conjugalis ingår i släktet pileor, och familjen nässelväxter. Inga underarter finns listade i Catalogue of Life.